# Dangerous Visions
Dangerous Visions è un'antologia di racconti di fantascienza curata da Harlan Ellison, pubblicata nel 1967. L'unica edizione in italiano è del 1991.
Considerata un'antologia innovativa, Dangerous Visions ha contribuito a definire il movimento della fantascienza New Wave, in particolare nella sua rappresentazione della sessualità, introducendo altri temi fino ad allora rimasti al margine, quali incesto, ateismo, anti-imperialismo, antimilitarismo, pacifismo. Il curatore editoriale Al Sarrantonio scrive di come "Dangerous Visions quasi da sola [...] ha cambiato il modo in cui lettori pensavano la fantascienza". Isaac Asimov, scrivendo la prefazione all'antologia, la etichettò come "La seconda rivoluzione" (dopo la prima rivoluzione che aveva prodotto l'Epoca d'oro della fantascienza).
Ellison introdusse l'antologia e i singoli racconti, mentre gli autori fornirono postfazioni alle loro storie.

## Premi e candidature
Le storie e la stessa antologia sono stati candidati e vincitori di numerosi premi. Alea iacta est di Fritz Leiber ricevette sia un Premio Hugo sia un Premio Nebula per il miglior racconto, mentre il contributo di Philip K. Dick La fede dei nostri padri fu candidato per l'Hugo nella stessa categoria. Philip José Farmer vinse il Premio Hugo per il miglior romanzo breve per I cavalieri del Salario Purpureo ovvero La Grande Abbuffata (Riders of the Purple Wage) ex aequo con La cerca del Weyr (Weyr Search) di Anne McCaffrey. Samuel R. Delany vinse il Nebula per il miglior racconto breve per Sì, e Gomorra…
Harlan Ellison ricevette una menzione speciale alla 26ª World Science Fiction Convention per avere curato "il libro di fantascienza più significativo e controverso pubblicato nel 1967".

## Seguiti
La popolare antologia ebbe nel 1972 un seguito ancora più corposo, Again, Dangerous Visions. La terza raccolta prevista, The Last Dangerous Visions venne iniziata, ma rimane inedita in maniera controversa. L'ultimo libro è diventato una sorta di leggenda come libro inedito più famoso della fantascienza. In origine la sua pubblicazione venne annunciata per il 1973, ma l'attenzione di Ellison era richiesta per un'altra opera e l'antologia non ha visto la luce fino ad oggi. Ellison è stato oggetto di critiche per come ha trattato alcuni scrittori che gli presentava le loro storie, che alcuni stimano fossero quasi 150 (e molti di questi scrittori sono morti nel corso dei quasi quattro decenni trascorsi da quando l'antologia venne annunciata). Nel 1993 Ellison ha minacciato di citare in giudizio la New England Science Fiction Association (NESFA) per avere pubblicato Himself in Anachron, un racconto scritto da Cordwainer Smith e venduto a Ellison per il libro dalla vedova di Smith, ma in seguito fu raggiunto un accordo extragiudiziale. L'autore britannico di fantascienza Christopher Priest ha criticato le pratiche editoriali di Ellison in un articolo ampiamente diffuso dal titolo The Book on the Edge of Forever. Priest documentò una mezza dozzina di casi in cui Ellison promise che The Last Dangerous Visions sarebbe apparso entro un anno dall'accordo, ma non soddisfece tali promesse. Ellison aveva sempre adempiuto agli obblighi in altri casi, anche per gli scrittori di cui ha sollecitato le storie, ed ha espresso sdegno per gli altri curatori editoriali che hanno dimostrato pratiche scadenti.

## Contenuti
- Prima prefazione. La seconda rivoluzione (introduzione, Foreword 1 - The Second Revolution) di Isaac Asimov; traduzione di Vittorio Curtoni
- Seconda prefazione. Harlan e io (introduzione, Foreword 2 - Harlan and I) di Isaac Asimov; traduzione di Vittorio Curtoni
- introduzione. Trentadue veggenti (introduzione, Thirty-Two Soothsayers) di Harlan Ellison; traduzione di Vittorio Curtoni
- Vespro (racconto breve, Evensong, 1967) di Lester Del Rey; traduzione di Marzia Iori. È descritta dall'autore come un'allegoria. Vi si descrive la cattura di un essere, identificato alla fine della storia come Dio, dall'Uomo, che ha usurpato il potere di Dio.
- Mosche (racconto, Flies, 1967) di Robert Silverberg; traduzione di Marzia Iori. È ispirata a una citazione da Re Lear: "As flies to wanton boys are we to the gods. They kill us for their sport."
- Il giorno che arrivarono i Marziani (racconto breve, The Day After the Day the Martians Came, 1967) di Frederik Pohl; traduzione di Delio Zinoni
- I cavalieri del Salario Purpureo ovvero La Grande Abbuffata (romanzo breve, Riders of the Purple Wage, 1967) di Philip José Farmer; traduzione di Riccardo Valla (Premio Hugo per il miglior romanzo breve)

- Il Sistema Malley (racconto, The Malley System, 1967) di Miriam Allen De Ford; traduzione di Antonella Pieretti
- Un giocattolo per Juliette (racconto breve, A Toy for Juliette, 1967) di Robert Bloch; traduzione di Antonella Pieretti
- L'ombra in caccia nella città sull'orlo del mondo (racconto, The Prowler in the City at the Edge of the World, 1967) di Harlan Ellison; traduzione di Vittorio Curtoni
- La notte in cui scoppiò il tempo (racconto, The Night That All Time Broke Out, 1967) di Brian W. Aldiss; traduzione di Gabriella Campioni
- L'uomo che andò sulla luna. Due volte (racconto, The Man Who Went to the Moon... Twice, 1967) di Howard Rodman; traduzione di Elisabetta Svaluto Moreolo
- La fede dei nostri padri (racconto lungo, Faith of Our Fathers, 1967) di Philip K. Dick; traduzione di Paola Andreaus
- L'uomo-puzzle (racconto, The Jigsaw Man, 1967) di Larry Niven; traduzione di Antonio Bellomi
- Alea iacta est (racconto, Gonna Roll the Bones, 1967) di Fritz Leiber; traduzione di Antonio Bellomi. (Hugo e Nebula per il miglior racconto lungo ("novellette"))
- Lord Randy, figlio mio (racconto, Lord Randy, My Son, 1967) di Joe L. Hensley; traduzione di Susanna Molinari
- Eutopia (racconto, Eutopia, 1967) di Poul Anderson; traduzione di Antonio Bellomi
- Incidente a Moderan (racconto breve, Incident in Moderan, 1967) di David R. Bunch; traduzione di Marzio Tosello
- Via di fuga (racconto breve, The Escaping, 1967) di David R. Bunch; traduzione di Marzio Tosello
- La casa delle bambole (racconto, The Doll-House, 1967) di James Cross; traduzione di Daniela Rossi
- Il sesso e/o il signor Morrison (racconto, Sex and/or Mr. Morrison, 1967) di Carol Emshwiller; traduzione di Corinna Augustani
- Tu dov'eri? (racconto breve, Shall the Dust Praise Thee?, 1967) di Damon Knight; traduzione di Marzia Iori
- Se tutti gli uomini fossero fratelli, lasceresti che tua sorella ne sposasse uno? (racconto lungo, If All Men Were Brothers, Would You Let One Marry Your Sister?, 1967) di Theodore Sturgeon; traduzione di Marzia Iori
- Cos'è successo ad Auguste Clarot? (racconto breve, What Happened to Auguste Clarot?, 1967) di Larry Eisenberg; traduzione di Cristina Rosettini
- Ersatz (racconto breve, Ersatz, 1967) di Henry Slesar; traduzione di Giuliano Acunzoli
- Vai, vai, vai, disse l'uccello (racconto breve, Go, Go, Go, Said the Bird, 1967) di Sonya Dorman; traduzione di Giuliano Acunzoli
- La razza felice (racconto, The Happy Breed, 1967) di John T. Sladek; traduzione di Anna Maria Sommariva
- Incontro con un villano (racconto breve, Encounter with a Hick, 1967) di Jonathan Brand; traduzione di Cristina Rosettini
- Dall'Ufficio Stampa del Governo (racconto breve, From the Government Printing Office, 1967) di Kris Neville; traduzione di Giuliano Acunzoli
- Terra dei Grandi Cavalli (racconto breve, Land of the Great Horses, 1967) di R. A. Lafferty; traduzione di Hilia Brinis
- Mattatoio (racconto, The Recognition, 1967) di James G. Ballard; traduzione di Laura Serra
- Giuda (racconto breve, Judas, 1967) di John Brunner; traduzione di Raffaela Ciampa
- Test di distruttività (racconto lungo, Test to Destruction, 1967) di Keith Laumer; traduzione di Lydia di Marco
- Angeli cancerogeni (racconto breve, Carcinoma Angels, 1967) di Norman Spinrad; traduzione di Raffaela Ciampa
- Auto-da-fè (racconto breve, Auto-da-fè, 1967) di Roger Zelazny; traduzione di Corinna Agustoni
- Sì, e Gomorra... (racconto, Aye, and Gomorrah, 1967) di Samuel R. Delany; traduzione di Paolo Busnelli (Premio Nebula per il miglior racconto, 1967)

Ogni racconto è accompagnato da illustrazioni di Leo e Diane Dillon.

## Edizioni
- Harlan Ellison (a cura di), Dangerous Visions, illustrazioni di Leo e Diane Dillon, Doubleday, 1967. (prima edizione originale)

- Harlan Ellison (a cura di), Dangerous Visions, Varia Fantascienza, Arnoldo Mondadori Editore, 1991, ISBN 88-04-35083-0. (unica edizione italiana)